# فيليبي ماتشادو
فيليبي ماتشادو مواليد 13 مارس 1984 في البرازيل - الوفاة 28 نوفمبر 2016 في إدارة أنتيوكيا، كولومبيا، كان لاعب كرة قدم برازيلي كان يلعب كمدافع لنادي شابيكوينسي. بدأ مسيرته الرياضية عام 2002 مع نادي إنترناسيونال. لعب خلال مسيرته 200 مباراة سجل خلالها 3 أهداف.

## المسيرة الاحترافية

### أندية لعب لها
- نادي إنترناسيونال
- سسكا صوفيا
- نادي ساليرنيتانا
- نادي إنتر باكو
- نادي الظفرة (الامارات)
- نادي صبا قم

## روابط خارجية
- فيليبي ماتشادو على موقع قاعدة بيانات كرة القدم.إي يو (الإنجليزية)
- فيليبي ماتشادو على موقع Soccerway.com (الإنجليزية)
- فيليبي ماتشادو على موقع عالم كرة القدم.نت (الإنجليزية)